# Zhoř (okres Písek)
Zhoř je obec v okrese Písek v Jihočeském kraji. Nachází se asi osm kilometrů severně od Milevska. V obci, ke které patří i vesnice Blehov, Březí, Osletín a Zbislav, v něm žije 318 obyvatel.

## Historie
První písemná zmínka o obci pochází z roku 1392. Ves patřila k majetku pánů na Příběnicích. Roku 1483 byla ves společně s několika okolními vesnicemi prodána Václavu Heroltovi z Lípec. Roku 1576 prodal Kryštof ze Švamberka ves Bedřichu Doudlebskému z Doudleb. V držení jejich rodu byla ves do 17. století, kdy společně s Nadějkovem, Zhoří, Nosetínem a Květuší byla ves prodána. Poté se majitelé vsi se zejména v 17. až 19. století poměrně často střídali.
Sbor dobrovolných hasičů byl v obci založený roku 1902.

## Obyvatelstvo
| Rok            | 1869 | 1880 | 1890 | 1900 | 1910 | 1921 | 1930 | 1950 | 1961 | 1970 | 1980 | 1991 | 2001 | 2011 | 2021 |
| -------------- | ---- | ---- | ---- | ---- | ---- | ---- | ---- | ---- | ---- | ---- | ---- | ---- | ---- | ---- | ---- |
| Počet obyvatel | 739  | 755  | 748  | 672  | 624  | 665  | 605  | 478  | 421  | 414  | 328  | 273  | 290  | 263  | 308  |
| Počet domů     | 94   | 110  | 109  | 108  | 114  | 111  | 119  | 122  | 111  | 103  | 89   | 90   | 135  | 140  | 148  |

## Obecní správa

### Místní části
Obec Zhoř se skládá z pěti částí na čtyřech katastrálních územích.
- Blehov (i název k. ú.)
- Březí (k. ú. Březí u Milevska)
- Osletín (i název k. ú.)
- Zbislav (leží v k. ú. Blehov)
- Zhoř (k. ú. Zhoř u Milevska)

### Obecní symboly
Znak a vlajka byly obci uděleny rozhodnutím předsedkyně Poslanecké sněmovny Parlamentu České republiky dne 24. února 2012.

## Pamětihodnosti

### Kaple svatého Víta
Kaple svatého Víta z roku 1907 se nachází v obci na návsi. Podle záznamů kroniky Zhoře o stavbě kaple bylo rozhodnuto roku 1907. V březnu byl vyslovený souhlas obecního výboru a ihned se započalo se stavbou. V květnu byl položený základní kámen a v září byla kaple postavená. Mobiliář do kaple byl pořízený ze sbírek mezi obyvateli obce. 20. 10. 1907 byla kaple slavnostně vysvěcena. U kaple se nachází kamenný kříž.
Zajímavost: Podle záznamů kroniky Zhoře byla stavba kaple svatého Víta svěřena zednickému mistrovi z nedalekého Milevska, na jeho práci pečlivě dohlížel tehdejší starosta obce. Dohlížel opravdu poctivě i několikrát denně. Pokaždé se při této plánované obchůzce zastavil v hospodě, aby se posilnil. Předpokládal, že jeho útrata půjde k proplacení na obec. Hospodský vše na konci spočetl a předložil účet. Starosta jej předal, ale obecní výbor jeho proplacení zamítl. Starosta se odvolal, posléze celá záležitost skončila u soudu. Pro starostu to nedopadlo nejlépe, musel vše uhradit včetně soudních výloh. Celkem to starostu stálo 250 K a za tuto částku by se dala koupit celá kráva.

### Další pamětihodnosti
- Kaple]z roku 1879 se nachází nad obcí severovýchodním směrem zhruba kilometr po polní cestě. Kaple byla původně zasvěcená Nejsvětější Trojici, nyní je zasvěcená svaté Terezičce od Ježíška.[9] Podle záznamů v místní kronice obce byla kaple postavena místním občanem u cesty do Chyšek. Dříve sem docházela prosebná procesí ze vsi, konaly se zde tancovačky.[9]
- Kamenný kříž se nachází na křižovatce do obce.
- Kamenný kříž u komunikace do obce ve směru od Zbislavi.
- Památkově chráněné roubené stavby – zemědělské usedlosti čp. 9, 10 a 5 jsou vedené v Seznamu kulturních památek v okrese Písek.

## Galerie

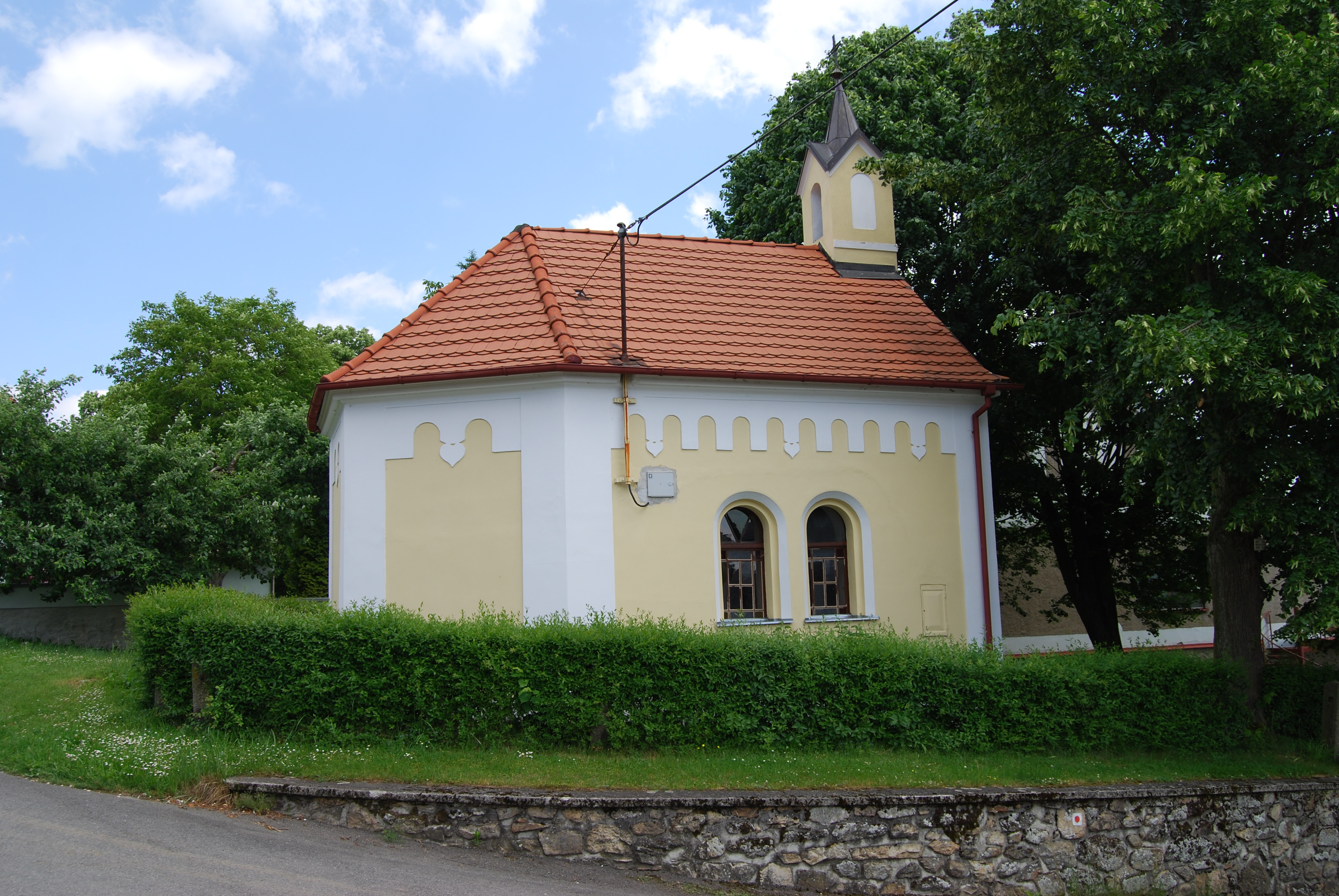
Návesní kaple
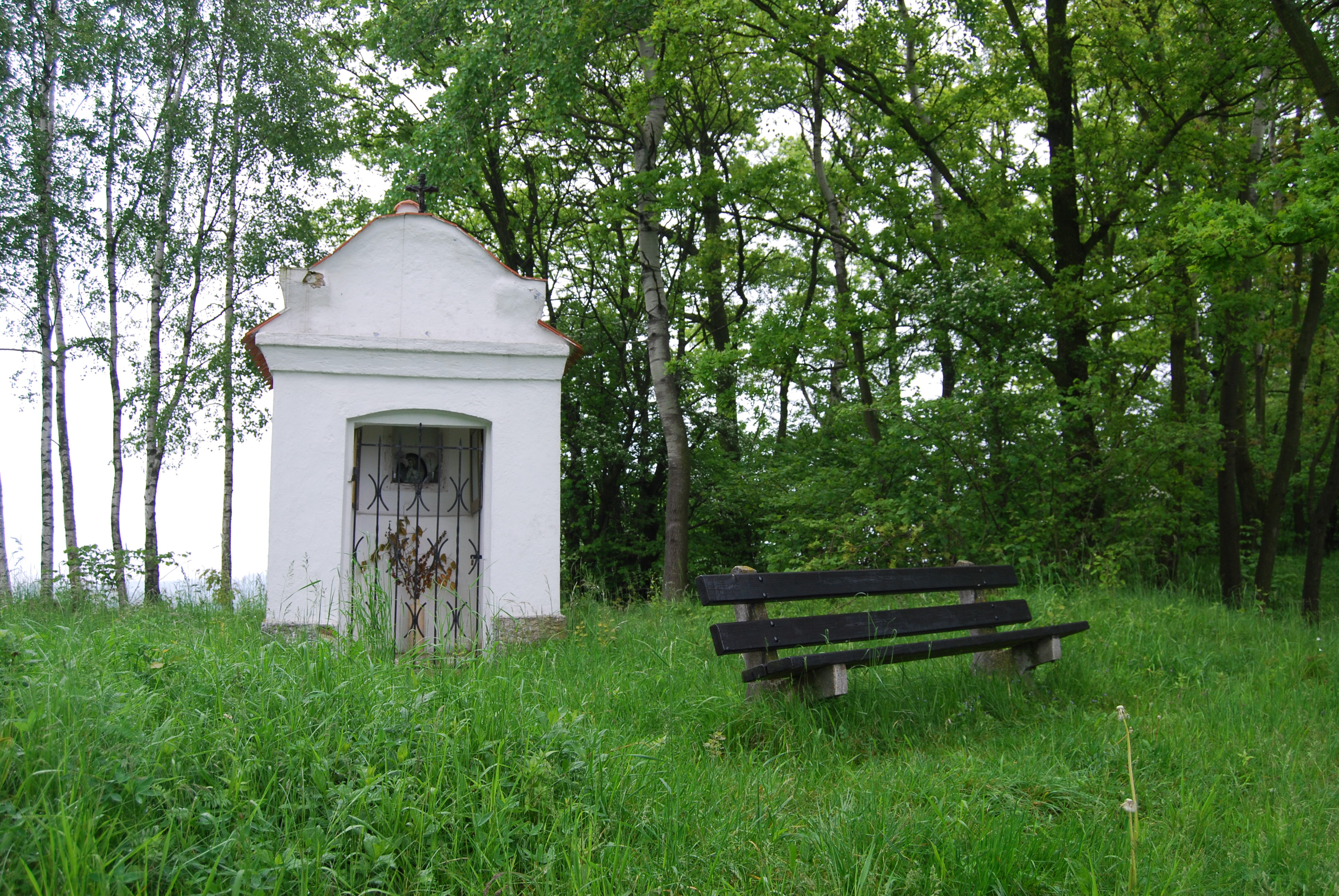
Kaple svaté Terezičky nad obcí
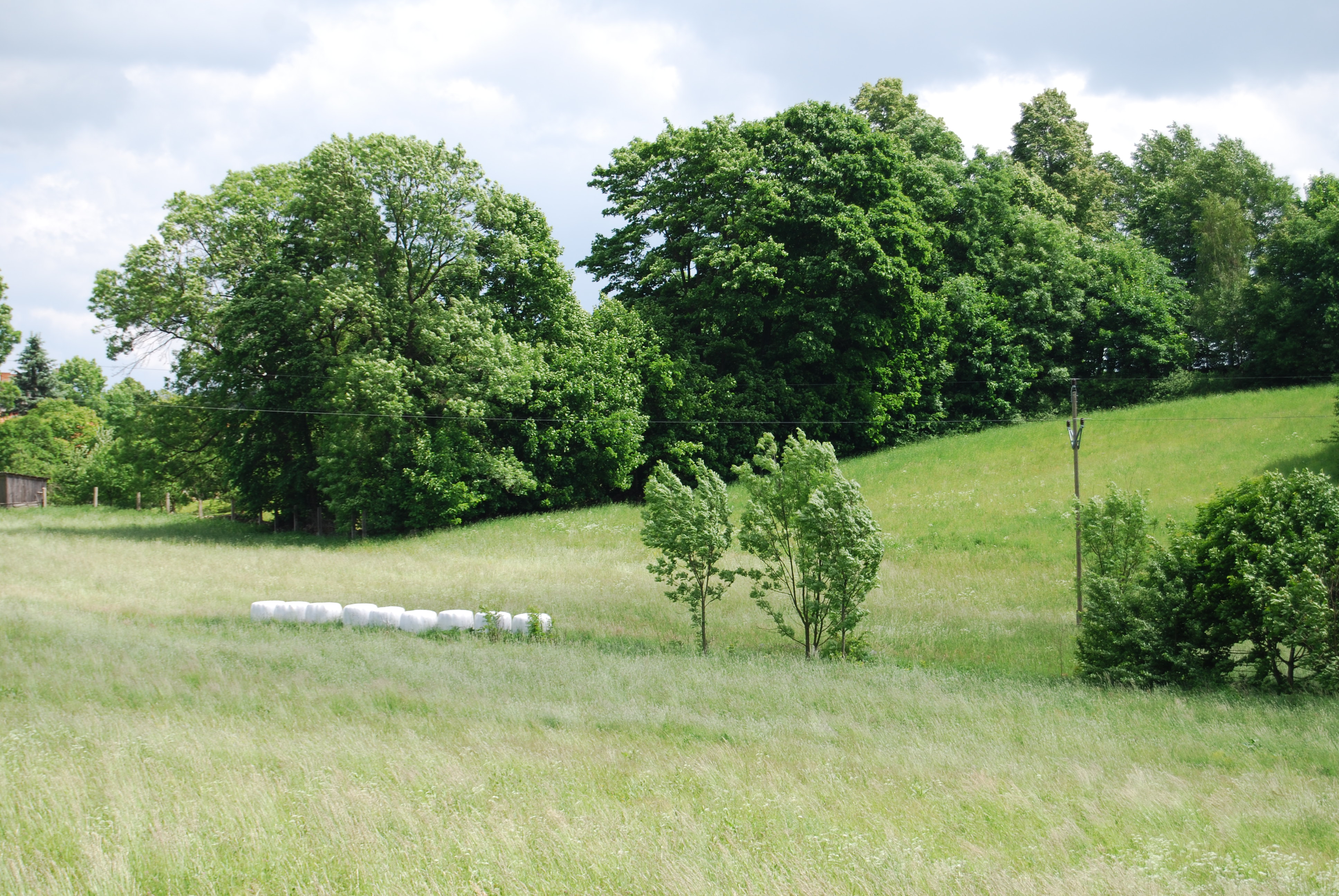
Pohled na okolí
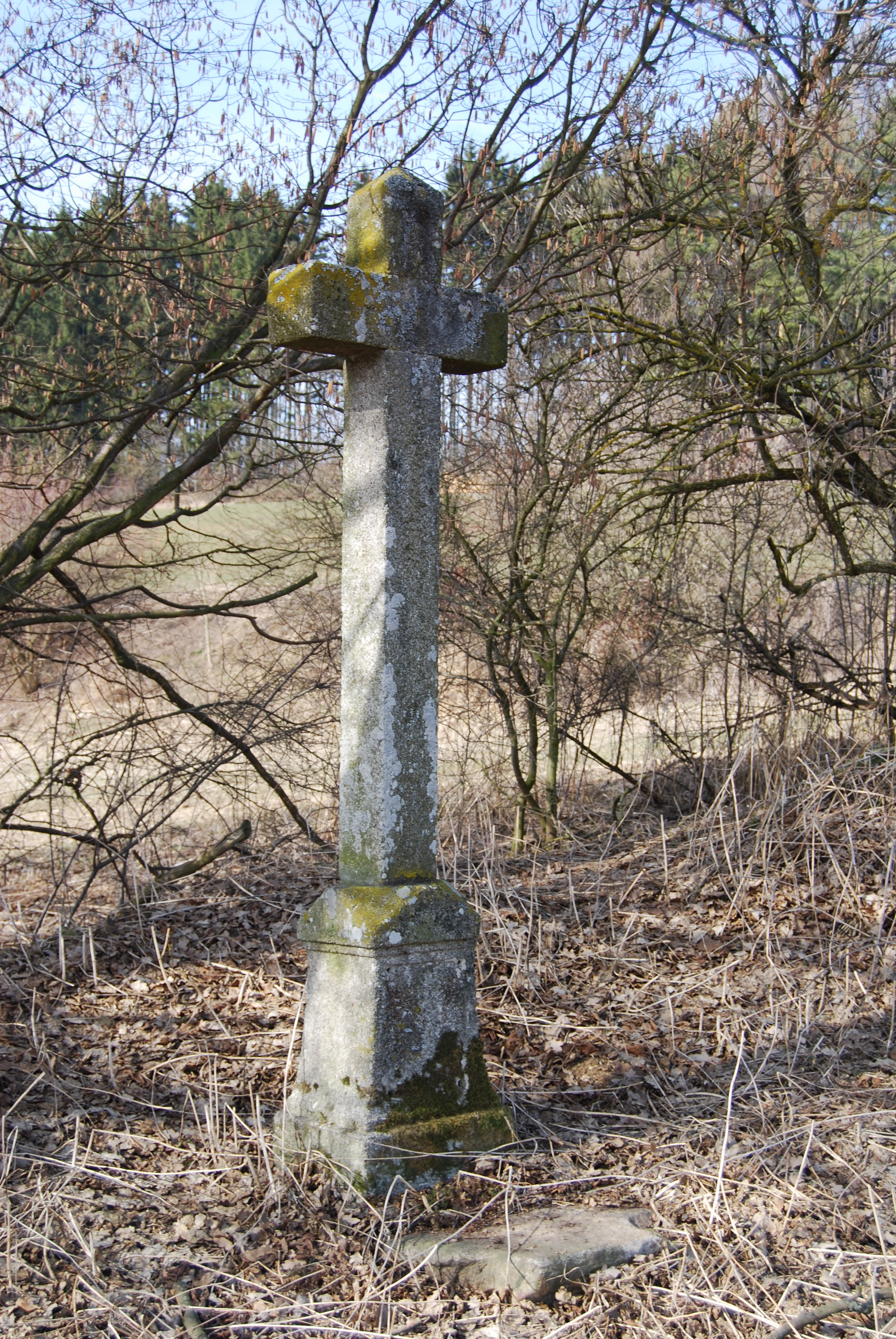
Kříž u silnice směrem do Zbislavi
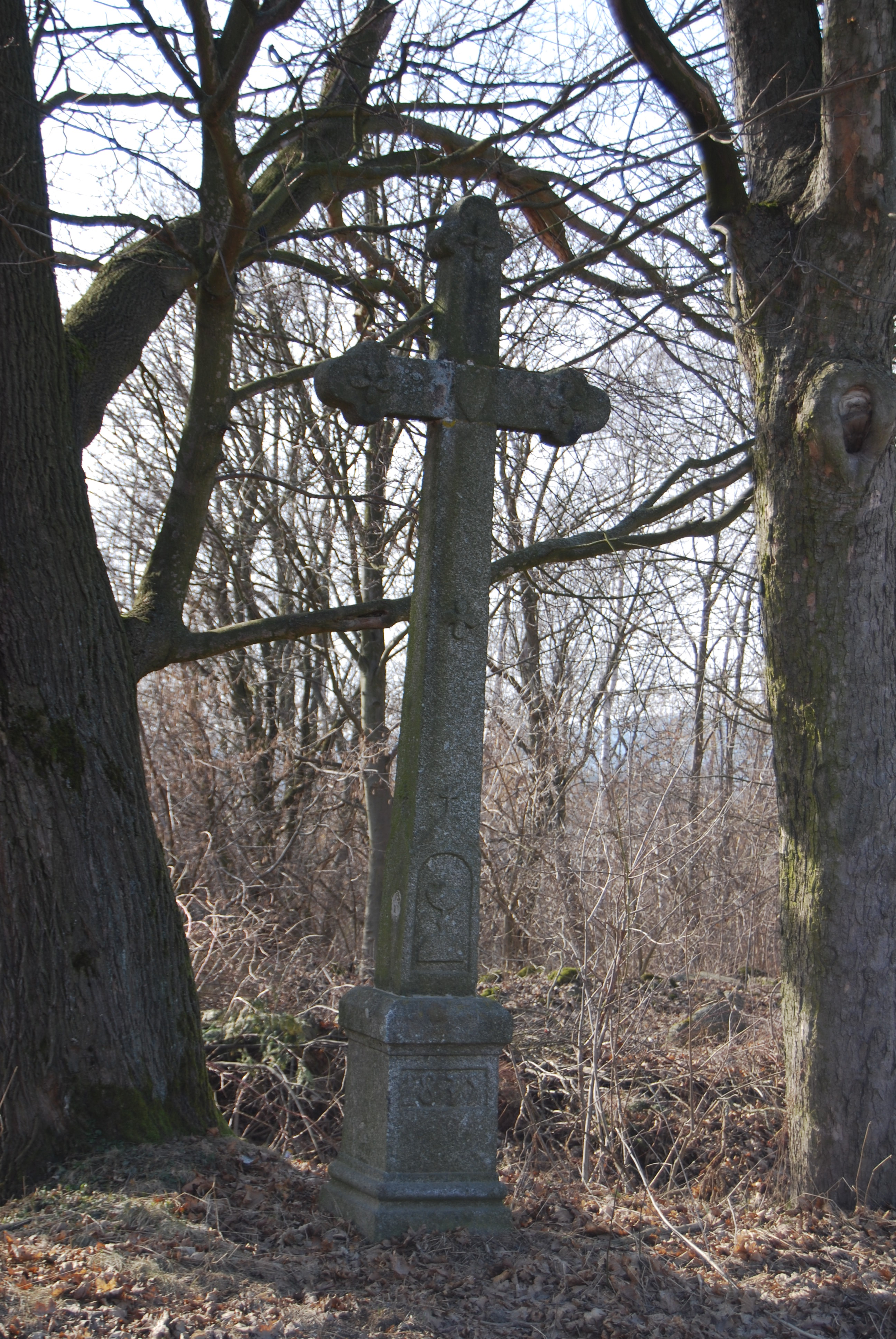
Kříž poblíž křižovatky